# Ute Dreckmann
Ute Dreckmann (* 12. Juni 1950 in Bochum) ist eine deutsche Politikerin der FDP.

## Ausbildung und Beruf
Ute Dreckmann legte 1968 das Abitur ab. Danach belegte sie ein Studium der Rechtswissenschaften, Kunstgeschichte, Archäologie und Philosophie an der Ruhr-Universität Bochum. 1977 promovierte sie zum Dr. phil. Für die Jahre 1977/78 erhielt sie ein Forschungsstipendium des Landes NRW am Zentralinstitut für Kunstgeschichte in München.
Von 1979 bis 1986 war sie wissenschaftliche Mitarbeiterin am Museum Bochum; hier für den Bereich Ausstellungen, Veranstaltungen und Öffentlichkeitsarbeit. Ab 1983 fungierte sie als Dozentin für Kunstgeschichte an der Gesamthochschule Wuppertal. Von 1987 bis 1989 war sie wissenschaftliche Mitarbeiterin am Westfälischen Industriemuseum Dortmund. Hier war ihr Aufgabengebiet die Erforschung der Architektur der Zeche Zollern II/IV in Dortmund-Bövinghausen. Ab 1989 bis 1993 war sie als freiberufliche Kunstberaterin tätig, seitdem ist sie Mitinhaberin eines Beratungsbüros für Systemtechnik.

## Politik
Ute Dreckmann ist seit 1993 Mitglied der FDP. Sie ist Kreisvorsitzende der FDP Bochum seit November 1994 und seit März 1998 Landesvorsitzende der Liberalen Frauen NRW. Seit März 1994 ist sie Mitglied des Bezirksvorstandes Ruhr der FDP und seit April 1998 des FDP-Landesvorstandes NRW. Mitglied des Rates der Stadt Bochum war Dreckmann von 1999 bis 2000. 
Ute Dreckmann war von 2000 bis 2005 Mitglied des 13. Landtags von Nordrhein-Westfalen in den sie über die Landesliste einzog.
Sie war hier Sprecherin für Arbeit, Soziales und Migrationspolitik der FDP-Landtagsfraktion und Mitglied des Stiftungsrates der Stiftung Wohlfahrtspflege des Landes NRW. In den 14. Landtag rückte sie am 19. November 2009 nach. Dem 15. Landtag gehört sie nicht mehr an.